# یونس اوزل
یونس اوزل ( متولد ۱۸ اوت ۱۹۸۷) یک کشتی‌گیر اهل ترکیه است. از افتخارات وی می‌توان به کسب مدال نقره وزن ۷۱ کیلوگرم در مسابقات قهرمانی کشتی جهان ۲۰۱۴ اشاره کرد. 